# Coenonycha bowlesi
Coenonycha bowlesi är en skalbaggsart som beskrevs av Mont A. Cazier 1943. Coenonycha bowlesi ingår i släktet Coenonycha och familjen Melolonthidae. Inga underarter finns listade i Catalogue of Life.